# Prozessionsaltar (Arnshausen, Alter Dorfring 18)

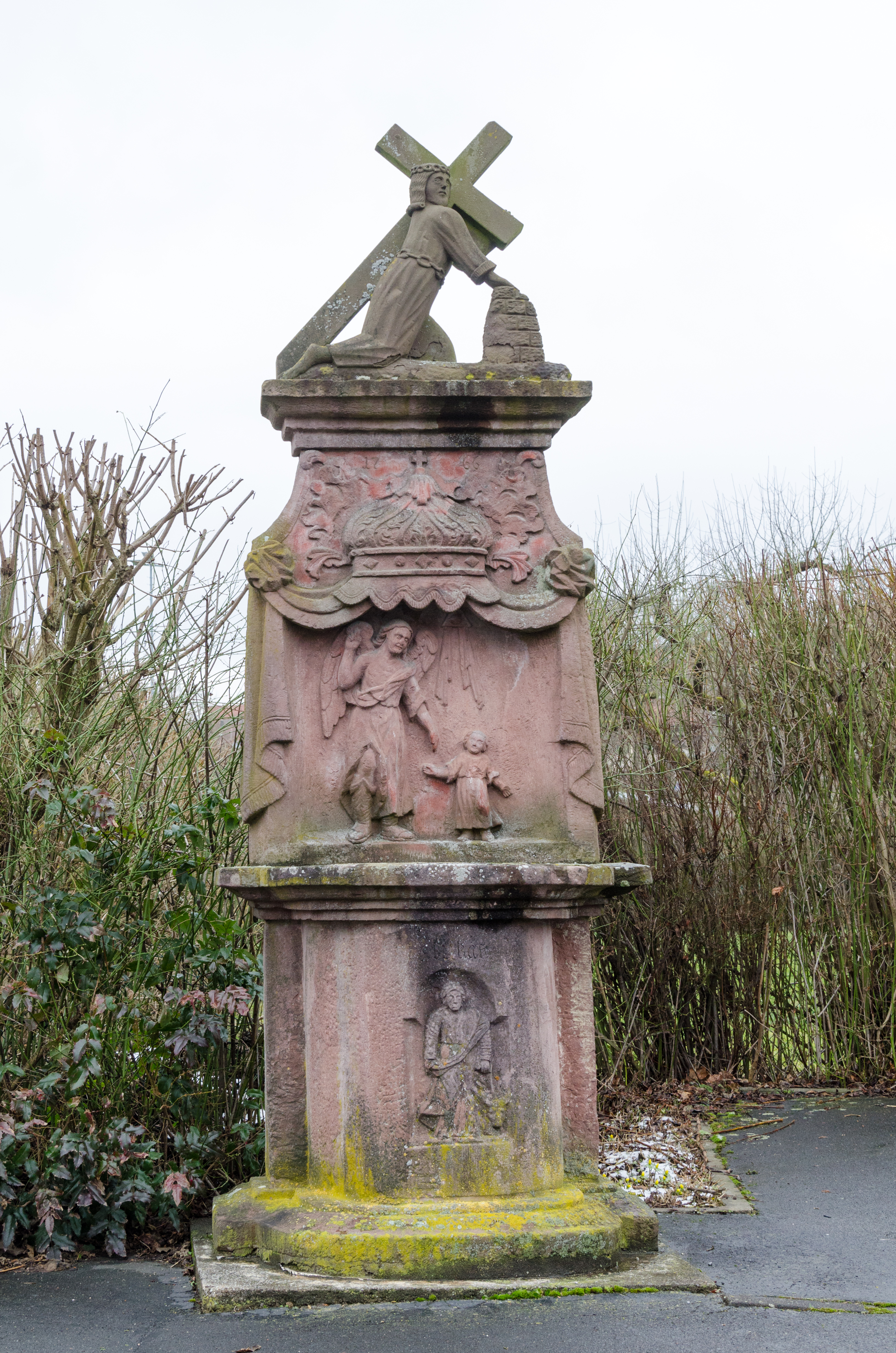
Prozessionsaltar, Alter Dorfring 18, Arnshausen

Der Arnshausener Prozessionsaltar befindet sich in Arnshausen, einem Stadtteil von Bad Kissingen, der Großen Kreisstadt des unterfränkischen Landkreises Bad Kissingen. Der Prozessionsaltar mit der Adresse Alter Dorfring 6 gehört zu den Bad Kissinger Baudenkmälern und ist unter der Nummer D-6-72-114-148 in der Bayerischen Denkmalliste registriert.

## Beschreibung
Der Prozessionsaltar besteht aus rotem Sandstein und entstand im Jahr 1766.
Der Altar ist aus einem vorgewölbten Tischsockel mit einem Relief des Evangelisten Lukas und einer baldachinartigen Rückwand aufgebaut, auf deren abschließender Gesimsplatte sich ein Kreuzschlepper befindet.
Der Evangelist ist mit einem Stier dargestellt und mit „St. Lucas“ bezeichnet. Unter dem Baldachin ist ein Schutzengel dargestellt, der ein Kind geleitet und mit der Rechten zum Auge Gottes weist. Der Kreuzschlepper ist 80 cm hoch, richtet sich an einem imitierten Mauerblock auf und stammt wohl von einer Renovierung.
Seit der Neuaufstellung wird der insgesamt 3,10 m hohe Prozessionsaltar von einer Betonstrebe an der Rückwand verstärkt.
Dieser Prozessionsaltar und die anderen Prozessionsaltare am Alten Dorfring bilden in folgender Reihenfolge einen Prozessionsweg:
1. Prozessionsaltar gegenüber dem Alten Dorfring 32
2. Prozessionsaltar gegenüber dem Alten Dorfring 28
3. Prozessionsaltar (Alter Dorfring 18)
4. Prozessionsaltar gegenüber dem Alten Dorfring 6